# Centaurea aurea
Centaurea aurea là một loài thực vật có hoa trong họ Cúc. Loài này được Dryand. ex Aiton mô tả khoa học đầu tiên năm 1789.